# Comitatul Milwaukee, Wisconsin
Comitatul Milwaukee este unul din cele 72 de comitate din statul Wisconsin din Statele Unite ale Americii. Sediul acestuia este orașul Milwaukee. Conform recensământului din anul 2000, Census 2000. populația sa a fost 940.164 de locuitori.

## Demografie
|  | Graficele sunt indisponibile din cauza unor probleme tehnice. Mai multe informații se găsesc la Phabricator și la wiki-ul MediaWiki. |

Date: Wikidata - grafică realizată de Wikipedia